# Гольцы (горные вершины)
Гольцы́ — оголенные скалистые вершины, окруженные щебневым шлейфом, поднимающиеся выше границы лесной растительности и зоны альпийских лугов. Данное название распространено на Дальнем Востоке, в Сибири и на Урале. В качестве синонима на Урале часто употребляется «камни», в Казахстане, на Алтае и в Тыве — «таскылы».
Вершины гольцов могут быть скалистыми, но обычно имеют сглаженную или платообразную форму. Метели зимой сдувают снег с открытых пространств, образуя в складках местности крупные скопления снега, которые медленно тают в тёплое время года — снежники. Гольцы часто покрыты каменными россыпями — курумами.
Растительность, по причине широкого развития многолетней мерзлоты и сурового резко континентального климата, скудная, представлена горными тундрами с угнетёнными низкорослыми деревьями и кустарниками стланиковой формы. Распространены мхи, лишайники, заросли кедрового стланика, карликовые формы берёзы и можжевельника, и местами — травянистой растительностью.
Наиболее известные гольцы: в Саянах — Ботогольские, Китойские и Тункинские гольцы, в Забайкалье — гольцы Сохондо.